# Vaccinium tubiflorum
Vaccinium tubiflorum är en ljungväxtart som beskrevs av J. J. Smith. Vaccinium tubiflorum ingår i Blåbärssläktet, och familjen ljungväxter. Inga underarter finns listade i Catalogue of Life.